# Championnat de France de rink hockey
Le championnat de France de rink hockey, appelé Nationale 1, est une compétition annuelle mettant aux prises les douze meilleurs clubs de rink hockey en France. Le vainqueur de cette compétition est désigné champion de France de rink hockey. Le championnat est organisé par le Comité national de rink hockey de la Fédération française de roller et skateboard.

## Format
Les douze équipes participant au championnat se rencontrent en matchs aller-retour. Le nombre de points attribués pour une victoire, une égalité et une défaite sont 3 points, 1 point et 0 point respectivement. Le classement final du championnat est déterminé par le nombre de points acquis. En cas d'égalité de points, les équipes sont départagées au goal-average particulier en déterminant celle ayant le plus grand nombre de points lors des matches joués entre équipes à égalité, puis si nécessaire celle ayant la plus grande différence de buts lors des matches joués entre équipes à égalité, puis si nécessaire celle ayant la plus grande différence de buts sur toute la compétition. En cas de nouvelle égalité le quotient entre le nombre de buts marqués et encaissés pendant le championnat détermine le classement.
Le premier, désigné champion de France de Nationale 1, ainsi que le deuxième sont qualifiés pour l'édition suivante de la Ligue européenne des champions. Les équipes classées de la troisième à la sixième place sont qualifiées pour la Coupe CERS.
Les équipes classées de la première à la neuvième place se maintiennent en Nationale 1, alors que les équipes classées onzième et douzième descendent en Nationale 2. Les deux équipes reléguées sont remplacées par les deux équipes classées première de chacune des poules du championnat de Nationale 2. Un barrage d'accession et de descente est organisé entre le dixième de Nationale 1 et une équipe classée deuxième de sa poule de Nationale 2. Le vainqueur de ce barrage participe la saison suivante au championnat de Nationale 1 et le vaincu au championnat de Nationale 2.

## Palmarès

### Palmarès entre 1911 et 1989
| Saison | Vainqueur             |
| ------ | --------------------- |
| 1911   | HC Orléans (1)        |
| 1912   | HCF Tourcoing (1)     |
| 1913   | HCF Tourcoing (2)     |
| 1914   | Paris HC (1)          |
| 1915   | Non joué              |
| 1916   | Non joué              |
| 1917   | Non joué              |
| 1918   | Non joué              |
| 1919   | HCF Tourcoing (3)     |
| 1920   | Paris HC (2)          |
| 1921   | Paris HC (3)          |
| 1922   | HCF Tourcoing (4)     |
| 1923   | HCF Tourcoing (5)     |
| 1924   | Rink Burdigalien (1)  |
| 1925   | Stade Bordeaux UC (1) |
| 1926   | Non joué              |
| 1927   | Stade Bordeaux UC (2) |
| 1928   | HCF Tourcoing (6)     |
| 1929   | Stade Bordeaux UC (3) |
| 1930   | Stade Bordeaux UC (4) |
| 1931   | Stade Bordeaux UC (5) |
| 1932   | Stade Bordeaux UC (6) |
| 1933   | Stade Bordeaux UC (7) |
| 1934   | Stade Bordeaux UC (8) |
| 1935   | Wattrelos HC (1)      |
| 1936   | SA Gazinet (1)        |
| 1937   | Stade Bordeaux UC (9) |

| Saison | Vainqueur                                      |
| ------ | ---------------------------------------------- |
| 1938   | FC Lyon (1)                                    |
| 1939   | FC Lyon (2)                                    |
| 1940   | Non joué                                       |
| 1941   | Non joué                                       |
| 1942   | Biarritz OL (1) + FC Lyon (3)                  |
| 1943   | Stade Bordeaux UC (10)                         |
| 1944   | Girondins ASP Bordeaux (1)                     |
| 1945   | Biarritz OL (2)                                |
| 1946   | Biarritz OL (3)                                |
| 1947   | SA Gazinet (2)                                 |
| 1948   | ASPTT Bordeaux (1)                             |
| 1949   | ASPTT Bordeaux (2)                             |
| 1950   | ASPTT Bordeaux (3)                             |
| 1951   | ASPTT Bordeaux (4)                             |
| 1952   | HCF Tourcoing (7) ou Burdigala HC (1)          |
| 1953   | HCF Tourcoing (8) ou SA Gazinet (3)            |
| 1954   | AC Bretons de la Loire (1) ou Burdigala HC (2) |
| 1955   | AC Bretons de la Loire (2)                     |
| 1956   | ASPTT Bordeaux (5)                             |
| 1957   | AC Bretons de la Loire (3)                     |
| 1958   | Biarritz OL (4)                                |
| 1959   | Biarritz OL (5)                                |
| 1960   | Metallo Sport Chantenay (1)                    |
| 1961   | Metallo Sport Chantenay (2)                    |
| 1962   | Burdigala Bordeaux (1)                         |
| 1963   | Metallo Sport Chantenay (3)                    |
| 1964   | US Coutras (1)                                 |

| Saison | Vainqueur               |
| ------ | ----------------------- |
| 1965   | RS Gujan-Mestras (1)    |
| 1966   | US Coutras (2)          |
| 1967   | RS Gujan-Mestras (2)    |
| 1968   | US Coutras (3)          |
| 1969   | RS Gujan-Mestras (3)    |
| 1970   | US Coutras (4)          |
| 1971   | US Coutras (5)          |
| 1972   | US Coutras (6)          |
| 1973   | RS Gujan-Mestras (4)    |
| 1974   | US Coutras (7)          |
| 1975   | US Coutras (8)          |
| 1976   | LV La Roche sur Yon (1) |
| 1977   | US Coutras (9)          |
| 1978   | LV La Roche sur Yon (2) |
| 1979   | LV La Roche sur Yon (3) |
| 1980   | US Coutras (10)         |
| 1981   | RS Gujan-Mestras (5)    |
| 1982   | LV La Roche sur Yon (4) |
| 1983   | US Coutras (11)         |
| 1984   | US Coutras (12)         |
| 1985   | US Coutras (13)         |
| 1986   | US Coutras (14)         |
| 1987   | LV La Roche sur Yon (5) |
| 1988   | RS Gujan-Mestras (6)    |
| 1989   | LV La Roche sur Yon (6) |

Source : Le Palmarès sur le site de la fédération

### Palmarès depuis 1990
| Saison    | Vainqueur                | Second              | Troisième           |
| --------- | ------------------------ | ------------------- | ------------------- |
| 1989-1990 | RS Gujan-Mestras (7)     | LV La Roche-sur-Yon | SA Gazinet-Cestas   |
| 1990-1991 | SCRA Saint-Omer (1)      | LV La Roche-sur-Yon | RS Gujan-Mestras    |
| 1991-1992 | SCRA Saint-Omer (2)      | SA Gazinet-Cestas   | Nantes ARH          |
| 1992-1993 | SCRA Saint-Omer (3)      | Nantes ARH          | RS Gujan-Mestras    |
| 1993-1994 | SCRA Saint-Omer (4)      | LV La Roche-sur-Yon | Nantes ARH          |
| 1994-1995 | Nantes ARH (1)           | SCRA Saint-Omer     | LV La Roche-sur-Yon |
| 1995-1996 | LV La Roche-sur-Yon (7)  | HC Quévert          | SCRA Saint-Omer     |
| 1996-1997 | HC Quévert (1)           | ROC Vaulx en Velin  | LV La Roche-sur-Yon |
| 1997-1998 | HC Quévert (2)           | SA Mérignac         | LV La Roche-sur-Yon |
| 1998-1999 | HC Quévert (3)           | SCRA Saint-Omer     | SA Mérignac         |
| 1999-2000 | HC Quévert (4)           | ROC Vaulx-en-Velin  | SCRA Saint-Omer     |
| 2000-2001 | SCRA Saint-Omer (5)      | HC Quévert          | LV La Roche-sur-Yon |
| 2001-2002 | HC Quévert (5)           | SCRA Saint-Omer     | Nantes ARH          |
| 2002-2003 | LV La Roche-sur-Yon (8)  | SCRA Saint-Omer     | SA Mérignac         |
| 2003-2004 | LV La Roche-sur-Yon (9)  | HC Quévert          | SCRA Saint-Omer     |
| 2004-2005 | LV La Roche-sur-Yon (10) | SA Mérignac         | HC Quévert          |
| 2005-2006 | SCRA Saint-Omer (6)      | LV La Roche-sur-Yon | US Coutras          |
| 2006-2007 | LV La Roche-sur-Yon (11) | SPRS Ploufragan     | SCRA Saint-Omer     |
| 2007-2008 | HC Quévert (6)           | SCRA Saint-Omer     | SA Mérignac         |
| 2008-2009 | SCRA Saint-Omer (7)      | HC Quévert          | US Coutras          |
| 2009-2010 | US Coutras (15)          | HC Quévert          | SCRA Saint-Omer     |
| 2010-2011 | US Coutras (16)          | SCRA Saint-Omer     | HC Quévert          |
| 2011-2012 | HC Quévert (7)           | SCRA Saint-Omer     | US Coutras          |
| 2012-2013 | SCRA Saint-Omer (8)      | HC Quévert          | RAC Saint-Brieuc    |
| 2013-2014 | HC Quévert (8)           | LV La Roche-sur-Yon | SCRA Saint-Omer     |
| 2014-2015 | HC Quévert (9)           | SA Mérignac         | LV La Roche-sur-Yon |
| 2015-2016 | LV La Roche-sur-Yon (12) | SA Mérignac         | HC Quévert          |
| 2016-2017 | LV La Roche-sur-Yon (13) | HC Quévert          | SCRA Saint-Omer     |
| 2017-2018 | HC Quévert (10)          | SCRA Saint-Omer     | SA Mérignac         |
| 2018-2019 | HC Quévert (11)          | SCRA Saint-Omer     | LV La Roche-sur-Yon |
| 2019-2020 | SCRA Saint-Omer (9)      | LV La Roche-sur-Yon | HC Quévert          |
| 2020-2021 | Non attribué             | Non attribué        | Non attribué        |
| 2021-2022 | SCRA Saint-Omer (10)     | HC Quévert          | LV La Roche-sur-Yon |
| 2022-2023 | SCRA Saint-Omer (11)     | HC Quévert          | US Coutras          |
| 2023-2024 | SCRA Saint-Omer (12)     | LV La Roche-sur-Yon | HC Quévert          |
| 2024-2025 | SCRA Saint-Omer (13)     | HC Quévert          | US Coutras          |

## Victoires par club
| Rang | Club                    | Nb |
| ---- | ----------------------- | -- |
| 1    | US Coutras              | 16 |
| 2    | LV La Roche/Yon         | 13 |
| 3    | SCRA Saint-Omer         | 13 |
| -    | HC Quévert              | 11 |
| 5    | Stade Bordelais UC      | 10 |
| 6    | HCF Tourcoing           | 8  |
| 7    | RS Gujan-Mestras        | 7  |
| 8    | Biarritz OL             | 5  |
| 9    | ASPTT Bordeaux          | 5  |
| 10   | Paris HC                | 3  |
| 11   | SA Gazinet              | 3  |
| 12   | FC Lyon                 | 3  |
| 13   | AC Bretons de la Loire  | 3  |
| 14   | Metallo Sport Chantenay | 3  |
| 15   | Burdigala HC            | 2  |
| 16   | HC Orléans              | 1  |
| 17   | Rink Burdigalien        | 1  |
| 18   | Wattrelos HC            | 1  |
| 19   | Girondins Bordeaux      | 1  |
| 20   | Burdigala Bordeaux      | 1  |